# NightTime
NightTime (tailandés: พี่ไทม์คนเดิมเพิ่มเติมน้องนักเรียน) es una serie web tailandesa de temática BL y LGBT estrenada el 23 de agosto de 2019. Dirigida por Nitchapoom Chaianun, producida por WayuFilm, es una miniserie de tres capítulos que narra la historia de dos jóvenes quienes, tras un tiroteo, comienzan a tratarse para finalmente enamorarse.
Los episodios, en idioma original con subtítulos en inglés, italiano o español, están disponibles en plataformas digitales como YouTube, donde ha superado el 1.000.000 de reproducciones, o Dailymotion.

## Argumento
Night (Runapnain), un estudiante de instituto, se encuentra en la calle cuando presencia un tiroteo entre jóvenes. Time (Worawit), uno de los participantes en la refriega, accidentalmente hiere con su pistola a Night en el brazo. El joven huye del lugar mientras el herido es socorrido por otras personas que han presenciado el incidente. Una semana más tarde, tras salir del hospital con el brazo derecho inmovilizado, Night vuelve al apartamento donde vive solo ya que es un joven huérfano, pobre y sin parientes. El grupo de amigos de Time, el padre de uno de los cuales es el propietario de la habitación que alquila Night, le recriminan al joven su comportamiento ya que fue el responsable de herirlo y le dicen que debería pedirle disculpas y ayudarle durante su recuperación dada su situación personal. 
Al día siguiente Time acude a disculparse ante Night que, enfadado, se niega a aceptar su ayuda recriminándole su comportamiento. No obstante Night acudirá a la puerta del apartamento de Time para llevarle en moto al instituto. Pese a las reticencias el joven acabará aceptando la ayuda de Time y, con el paso de los días, acabarán intercambiando el número de teléfono, compartiendo la cena en un restaurante y ganando confianza en su incipiente relación. Night incluso le ofrecerá una copia de la llave del apartamento, por si en algún momento quiere entrar en el, ya que empieza a sentir un interés romántico por Time. Por su parte Time aunque mantiene una relación con White, una atractiva joven, poco a poco se dará cuenta de sus sentimientos hacia Night. 
Pasados unos días, en los que los jóvenes han compartido actos más íntimos como cenar en casa o que Time bañe a Night, el joven ve como le retiran el cabestrillo y como los cuidados de Time ya no son necesarios. Con la intención de que Time no desaparezca de su vida Night le dice que, ahora que ya está recuperado, él será quien cuide del joven. Sin embargo Time, dudoso de sus sentimientos, hace un amago de marcharse momento que aprovecha Night para confesarle sus sentimientos, que quiere seguir viéndole y estar junto a él. Ambos jóvenes se abrazan y, emocionado, Time accede a pasar la noche en casa de Night. Al día siguiente Time se marcha a su casa donde reflexiona sobre sus sentimientos. Queda con su novia White en una cafetería pero, tras una tensa conversación, ella le indica que siente que ha cambiado por lo que decide finalizar su relación.  
Unos días más tarde, en los que no han mantenido contacto, Night y Time se reúnen en la calle. Ambos confiesan, con cautela, que se sienten confundidos sobre los sentimientos amorosos que han emergido con el trato durante estos días. Finalmente deciden empezar una relación afectiva, se abrazan y besan en la calle. Tras pasar la noche en casa de Night durante el trayecto al instituto la moto que conduce Time es interceptada por una patrulla de policía. El joven es arrestado por los agentes dejando a un solitario y desconsolado Time en la carretera.

## Reparto
- Puwanart Runapnain - Night
- Film Worawit - Time

## Recepción
La serie obtiene críticas positivas en los portales de información especializada. En mydramalist.com, con una valoración de 129 usuarios, obtiene una puntuación de 6,6 sobre 10.